# Хатидже Шендил
Хатидже Шендил Саяшар (на турски: Hatice Şendil Sağyaşar) е турска актриса и модел.

## Биография
Хатидже Саяшар е родена на 2 август 1983 г. в Истанбул, Турция. Израства в Анталия, заедно с родителите си, брат си и двете си по-малки сестри.
В началото мечтае да стане модел и още на 17-годишна възраст започва да дефилира за различни марки. По-късно следва бизнес администрация като в същото време участва и в конкурси за красота. Печели второ място на Мис Турция и трето място на Мис Европа през 2001 г. Започва да присъства в списъци за най-красивите жени в Турция и не само.
Кариерата ѝ като модел ѝ помага по-късно да започне такава на актриса. В продължение на две години изучава актьорско майсторство в престижен турски колеж. Първата ѝ роля е в сериала „Нов живот“ през 2001 г. През периода 2001-2016 г. участва в над 10 телевизионни поредици. Най-големият ѝ успех идва с ролята на Ебру Дуру в сериала „Долината на вълците“, където участва в продължение на два сезона.
На 29 май 2015 г. Хатидже сключва брак с по-младия от нея актьор – Бурак Саяшар, известен в България с ролята си на Утку Девирен в сериала „Малки жени“(2008). Двамата се запознават, по време на снимките на сериала „Черни планини“. На сватбата им присъстват известни актьори, приятели на съпрузите, сред които Пелин Карахан, Бергюзар Корел и Халит Ергенч, и други.
На 16 май 2017 г. се ражда първородният им син, Джан.